# Orangetown
Orangetown ist eine Stadt im südlichen Rockland County nahe New York City. Der Name leitet sich vom Orange County (New York) ab, zu dem Orangetown früher gehörte. Das U.S. Census Bureau hat bei der Volkszählung 2020 eine Einwohnerzahl von 48.655 ermittelt.

## Geografie

### Geografische Lage
Orangetown liegt am Hudson River und wird vom Hackensack River durchflossen. Im Südwesten grenzt es an New Jersey, im Nordwesten an Ramapo im Norden an Clarkstown und im Osten an das Westchester County.

### Stadtgliederung
Das Stadtgebiet gliedert sich in vier Dörfer mit eigenem Gemeindestatut sowie zahlreichen kleineren Ortschaften. Bekanntere Stadtteile sind:
- Nyack (Village, teilweise in Clarkstown gelegen)
- South Nyack (Village)
- Blauvelt (CDP)
- Palisades (Hamlet)
- Tappan (New York) (CDP)

## Politik
Orangetown gehört zum 38. Distrikt des Senats von New York.

## Kultur und Sehenswürdigkeiten

### Parks
Der Tallman Mountain State Park befindet sich im Gemeindegebiet am Ufer des Hudson.

## Wirtschaft und Infrastruktur

### Verkehr
Die Tappan Zee Bridge verbindet bei South Nyack die Countys Rockland und Westchester. Auf der Schiene wird Orangetown durch die Pascack-Valley-Linie der Metro-North Railroad/New Jersey Transit erschlossen.

### Bildung
- Dominican College

## Persönlichkeiten
- Robert Clohessy (* 1957 oder 1958), Schauspieler, hier aufgewachsen
- Hayden Panettiere (* 1989), Schauspielerin, Synchronsprecherin, Sängerin, Aktivistin und Model, hier geboren
- Jansen Panettiere (1994–2023), Schauspieler und Synchronsprecher, im Ortsteil Palisades geboren